# Mathias De Clercq
Pour les articles homonymes, voir De Clercq.
Mathias De Clercq, né le 26 décembre 1981 à Gand, est un homme politique belge libéral flamand membre de l'OpenVLD. 

## Biographie
Mathias T.C.W. De Clercq est le fils de Yannick De Clercq, avocat, et le petit-fils du vicomte Willy De Clercq, homme d'État belge. Il est en couple et a deux enfants.
Dans sa jeunesse, il fait des études de latin-langues modernes au Lycée royal de Gand. Il poursuit avec des études universitaires en droit et avec un master complémentaire en droit européen et international à la Vrije Universiteit Brussel (VUB). Durant ses études, il participe à différentes organisations estudiantines libérales flamandes dont il est secrétaire ou président.
En 2006, il se présente aux élections communales à Gand et est élu conseiller communal. Il reçoit immédiatement une fonction exécutive comme échevin de la jeunesse, du travail, de l'économie et des classes moyennes puis en septembre 2009 comme premier échevin de Gand. Après les élections communales de 2012, il redevient premier échevin de Gand chargé du port, de l'économie et des entreprises. De décembre 2007 à mai 2014, il siège à la Chambre des représentants.
Il se présente en mai 2014 aux élections régionales pour le Parlement flamand dans l'arrondissement de Flandre orientale et est élu député. Il y siège jusqu'en 2019 c'est-à-dire quand il est nommé bourgmestre de Gand à la tête d'une quadripartite sp.a-Groen-OpenVLD- CD&V à la suite des élections communales d'octobre 2018.
Il se présente en mai 2019 aux élections à la Chambre des représentants mais bien qu'étant élu, il laisse son siège à Robby De Caluwé.

## Distinctions
- Chevalier de l'ordre de Léopold (2014).